# Nebo gori modro
Nebo gori modro je slovenski srednjemetražni romantično dramski TV film iz leta 1997.
Film ni bil sprejet na 6. Slovenski filmski maraton v Portorožu, ker je bil posnet na elektronskem mediju, čeprav takih filmov prejšnja leta niso zavračali.

### Zgodba
Bivša zakonca, scenaristka Klavdija in režiser Marjan, v morski idili samotnega otoka pišeta scenarij za nov film in obračunavata med sabo. Njuna zgodba govori o fotografu Damjanu, ki z jadrnico pripelje Nano in Petra, mladi parček in plezalca, na pusti otok, kjer ima svoj vikend. Nana ima Petra rada, vendar se med foto seansami zaplete s starejšim Damjanom.

## Produkcija
Scenarij je nosil naslov 8000 K. Vedrana Grisogono Nemeš ga je napisala na pobudo Pervanja, ki je hotel zgodbo na morju ali v puščavi. Za morje se je odločila, ker ji je bližje. Za lik fotografa najprej niso vedeli, ali bo moški ali ženska. Del scenarija je bil predelan v novelo Burning Blue. Pervanje in Grisogonova sta za uresničitev filma zaradi zavrnitev potrebovala več let.
Za Pevca je vrnitev k igranju pomenilo prijetno izkušnjo in filmsko delo z manj odgovornosti. Za tonskega mojstra Marjana Cimpermana je največjo težavo predstavljala burja. Lokacija snemanja so bili kornatski otoki.

## Kritiki
Ženja Leiler je film označila za kombinacijo adolescentne scenaristike in aseptične spotovske režije, ki se izteče v prazno in je videti kot turistična promocija z lepim dekletom. Žal ji je bilo za Hočevarja in Lapajnetovo, ki sta se morala ubadati s srednješolskimi dialogi. Zgodba se ji je zdela preživeta in polna obrabljenih klišejev, med katerimi je tudi ideja o filmu v filmu. Iz filma je več izvedela o mentaliteti avtorjev, kot o likih. Užalil jo je stereotipni žgečljivi lik iz moških fantazij, malce prenapeta in na silo skrivnostna mladenka, ki ni več otrok, ženska pa tudi ne, vendar je dovolj zvita, da zapelje fotografa. Za neslane je imela izjave tipa »obraz je pokrajina podzavesti« in »ali bom jaz tudi umrla v goreči modrini«. Opazila je, da so hoteli ustvarjalci zgodbi povezati in doseči, da bi vplivali druga na drugo, vendar jim je spodletelo, ker so ju namesto z dobrim suspenzom zaključili s fetiši, kot so fotoaparati, pištolami in obrobnimi travmami posameznikov.

## Zasedba
- Maša Derganc: Nana
- Miha Arh: Peter
- Metod Pevec: fotograf Damjan
- Barbara Lapajne Predin: scenaristka Klavdija
- Janez Hočevar: režiser Marjan

## Ekipa
- glasba: Vlatko Stefanovski
- montaža: Milan Milošević
- scenografija: Mirjana Koren
- kostumografija: Tanja Pervanje in Tanja Škrbić Birgmajer
- maska: Sonja Murgelj
- zvok: Marjan Cimperman
- dramaturginja: Diana Martinc